# بنيامين شتاين

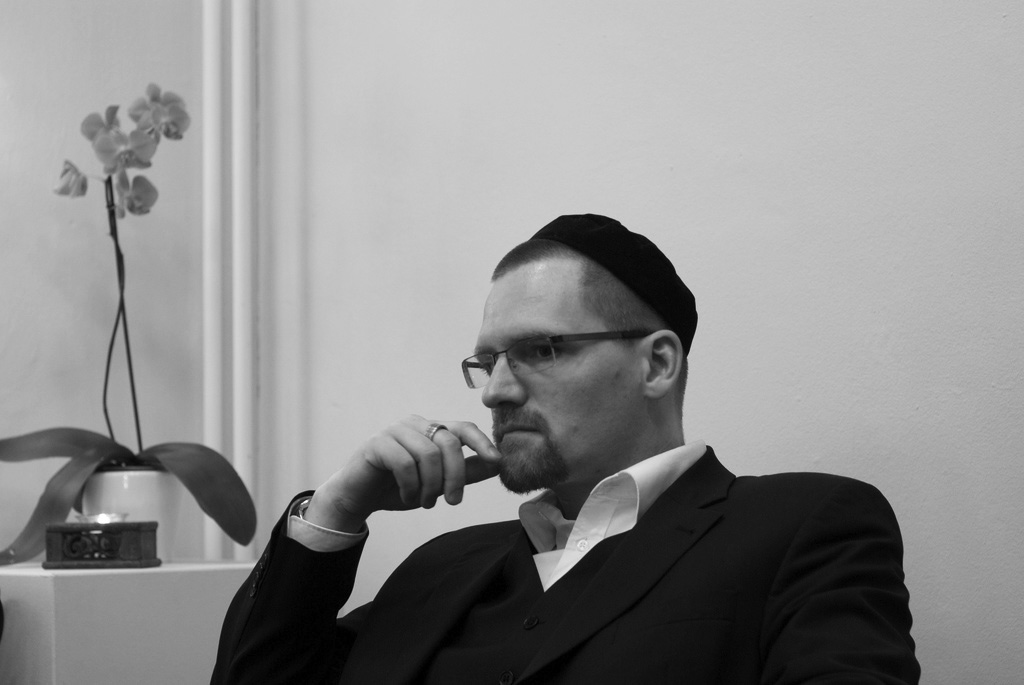
بنيامين شتاين

بنيامين شتاين Benjamin Stein (ولد في برلين الشرقية في 6 يونيو 1970) أديب وصحفي ألماني.

## حياته
بعد أن أتم بنيامين الدراسة الثانوية في عام 1989, شرع يدرس اللغة العبرية وآدابها في جامعة هومبولت والجامعة الحرة في برلين. وقد عمل في العديد من المهن ما بين عامي 1991 و 1995, ثم عمل في مجال برامج الكمبيوتر.
وفي أثناء ذلك بدأ في نشر أولى كتاباته الأدبية، وقد اشترك في مسابقة إنجيبورغ باخمان في كلاغنفورت في عام 1993. وفي عام 1995 انتقل إلى ميونخ، حيث أصدر العديد من المجلات المتخصصة في مجال الكمبيوتر حتى عام 1998. ثم أسس مع آخرين شركات تعمل في مجال تكنولوجيا المعلومات.
وقد أصبح بنيامين عضوا في جمعية «الأكاديمية الصاخبة» الأدبية في عام 2007. وكذلك عضو في مدونات الأدبية الألمانية على شبكة الإنترنت LitBlogs.net

## روابط خارجية
- بنيامين شتاين على موقع مونزينجر (الألمانية)